# The Box Tops
The Box Tops byla americká rocková skupina založená v Memphisu v druhé polovině šedesátých let. Skupina je nejvíce známa pro své hity „The Letter“, „Neon Rainbow“, „Soul Deep“, „I Met Her in Church“ a „Cry Like a Baby“. Jsou považováni za nejlepší skupinu hrající bílý soul ve své době. Hráli tři typy písní. Někdy přezpívávali soulové písně od jiných hudebníků jako Jamese a Bobbyho Purifyových či Clifforda Curryho. Jindy přezpívali popové hity jako „A Whiter Shade of Pale“ od skupiny Procol Harum. Zpívali však i své vlastní písně, které byly z per jejich producentů.
Skupina vynikla ve složení Alex Chilton, Gary Talley, Bill Cunningham, Danny Smythe a John Evans.
Po rozpadu v roce 1970 se zpěvák skupiny Alex Chilton postavil do čela skupiny Big Star a poté zahájil kariéru sólisty. V roce 1996 obnovila skupina svoji činnost, ale v roce 2010, po smrti Alexe Chiltona, se rozpadli.

## Historie

### The Devilles (1963–1967)
The Box Tops začali hrát už v roce 1963 pod názvem The Devilles. Jak se měnilo složení skupiny měnilo se občas i jméno skupiny. Do místního povědomí se dostala skupina , když vyhrála týdenní soutěž skupin nazvanou „Bitva skupin“ (Battle of the Bands).
V lednu 1967 hrála skupina ve složení Danny Smythe (zakládající člen), John Evans (klávesy, kytara, doprovodný zpěv), Alex Chilton (zpěv, kytara), Bill Cunningham (basová kytara, klávesy, doprovodný zpěv), Gary Talley (hlavní kytara, elektrický sitár, basa, doprovodný zpěv) a Larry Spillman (bicí). Skupina si také stanovila nové konečné jméno The Box Tops, hlavně aby si ji lidé nepletli s další skupinou s jménem The Devilles.

### „The Letter“ a mezinárodní úspěch (1967–1968)
Jako Box Tops přezpívali pod taktovkou producenta Dana Penna píseň Wayneho Carsona "„The Letter“. Přestože nebyla ani 2 minuty dlouhá, stala se v půli roku 1967 mezinárodním hitem a obsadila na čtyři týdny čelo amerického žebříčku Billboard. Nahraného singlu se prodalo přes 4 miliony kusů, získal dvě nominace na Grammy a byl oceněn zlatou deskou. „The Letter“ následoval druhý přezpívaný hit „Neon Rainbow“ rovněž z Carsonova pera a Pennovy dílny. V listopadu roku 1967 vydali svoje první album s názvem The Letter/Neon Rainbow. Do poloviny roku 1968 pak stačili vydat další dvě alba. Když pak ze skupiny odešel Larry Spillman, který nastoupil na baseballovou kolej, začali instrumentální skladby skupiny přehrávat i další muzikanti. Samotná skupina začala zpívat i své vlastní písně složené svými producenty.
Hlavním hitem roku 1968 byl „Cry Like a Baby“, který obsadil 2. místo žebříčku Billboard a prodal přes milion kusů. Píseň přezpívali později další muzikanti jako Hacienda Brothers a Kim Carnes. O něco méně slavné jsou nahrávky „I Met Her in Church“ a „Choo Choo Train“ z téhož roku. Na konci roku 1968 skupina změnila producenta, Dana Penna nahradil tým Tommyho Cogbilla a Chipa Momana. S ním skupina natočila poslední hit roku „Sweet Cream Ladies, Forward March“ a spolupracovala s nimi na všech hitech skupiny až do roku 1971.

### Odchody a postupný úpadek (1969–1971)
V lednu roku 1969 se Danny Smythe a John Evans vrátili do školy. Místo nich do skupiny přišli baskytarista Rick Allen (ze skupiny The Gentrys) a bubeník Thomas Boggs (ze skupiny Board of Directors). V létě 1969 pak nahráli svůj poslední slavný hit od Carsona „Soul Deep“. Následující singl „Turn On a Dream“ se již neumístil mezi 40 nejlepšími ve Spojených státech, obsadil však 29. místo v Kanadě. V srpnu 1969 opustil skupinu i Bill Cunningham, který se rovněž vrátil do školy. Nahradil ho Harold Cloud.
Nakonec skupina přestala tolerovat neúctu a oškubávání od manažerů, úředníků a propagátorů, kterou dosud snášela coby skupina mladých hudebníků. V roce 2004 Talley uvedl, že turné po Británii v roce 1969 bylo odvoláno, protože organizátor trval na tom, že budou hrát na dětských bubínkách s rozhlasovým zesilovačem (místo správného kytarového) a na klávesách s rozbitým reproduktorem.
V únoru 1970 zbyli ve skupině pouze dva zakládající členové Talley a Chilton, kteří se rozhodli skupinu rozpustit. Nové již nahrané hity Box Tops byly však vydávány ještě na začátku 1971. Byli to například „You Keep Tightening Up On Me“ či úplně poslední hit původní skupiny „King's Highway“.

### The Box Tops v zastoupení (1972–1974)
I když už žádný z původních členů ve skupině nebyl, mělo její jméno stále prodejní potenciál. Na začátku sedmdesátých let se našli jiní muzikanti, kteří nazpívali nové hity pod značkou The Box Tops.
Informace o těchto „nových“ The Box Tops jsou nejasné, neznáme ani jméno zpěváka, který zpíval podobně jako Chilton, i když bylo zjevné, že to není on. Je však zřejmé, že noví členové spolupracovali s producenty dřívějších let. Ani jeden z hitů, jak „Sugar Creek Woman“ z roku 1972, tak „Hold On Girl“ z roku 1973, nedosáhly slávy z dřívějších let a neumístily se na příčkách žebříčků v USA a Kanadě. Poslední hit skupiny je z roku 1974 s názvem „Willobee and Dale“, na kterém se podílel i producent Tomy Cogbill. Po roce 1974 jméno The Box Tops definitivně zmizelo z aktivní hudební scény.

### Obnovení činnosti (1989–2010)
Poprvé obnovila skupina svou činnost nakrátko v roce 1989, kdy vystoupila na koncertě v Nashville ve složení Chilton, Evans, Talley, Harold Cloud a Gene Houston (bicí). Skupina byla navíc rozšířena o doprovodné zpěváky a souboru dechových nástrojů.
Další činnost zorganizoval Bill Cunningham, který obnovil skupinu v původním složení. Skupina vypracovala nové nahrávky a v roce 1998 vydala první album po znovuobnovení s názvem Tear Off!. Skupina znovu začala pořádat koncerty. Album Tear Off! obsahuje vlastní píseň Garyho Talleye „Last Laugh“, přezpívané písně „I'm in Love“ od Bobbyho Womacka, „Big Bird“ od Eddieho Floyda a „Keep On Dancing“ skupiny The Gentrys, plus novou verzi hitu „The Letter“.
V roce 2000 opustil skupinu John Evans a nastoupil za něj Barry Walsh. V roce 2001 se skupina podílela na kompilaci When Pigs Fly od Cevina Solinga, kde nazpívali písničku „Call Me“ od skupiny Blondie.
Skupina vystoupila na mnoho koncertech. V roce 2003 v Německu vysílalo německé rádio živě z vyprodaných vystoupení, v roce 2005 skupina absolvovala turné po Spojených státech. Skupina vystoupila naposledy 29. května 2009 v Memphisu. 17. března 2010 zemřel na srdeční zástavu zpěvák skupiny Alex Chilton. Skupina poté ukončila svojí činnost.

## Diskografie

### Studiová alba
- The Letter/Neon Rainbow (1967) – US #82
- Cry Like a Baby (1968) – US #59
- Non-Stop (1968)
- Dimensions (1969) – US #77
- Tear Off! (1998)

### Kompilace
- Super Hits (1968) – US #45
- The Box Tops' Greatest Hits (1982)
- The Ultimate Box Tops (1987)
- The Best of the Box Tops — Soul Deep (1996)